# سوفا ريكا
سوفا ريكا (بالألبانية: Suharekë)، هي مدينة وبلدية تقع في منطقة بريزرن في وسط جنوب كوسوفو. يبلغ عدد سكان المدينة 10.422 نسمة وفقًا لتعداد 2011، بينما يبلغ عدد سكان البلدية 59.722 نسمة.
تقع سوفا ريكا على مسافة 18 كيلومتر (11 ميل) من مدينة بريزرن، و 57 كيلومتر (35 ميل) من العاصمة بريشتينا.

## التاريخ
تضم البلدية العديد من مواقع القرون الوسطى والمستوطنات القديمة، مثل قرى بانجي وسوهاريكي ودوهيل وموشتشتشتي وبوبولان وريتشان وكنائس العذراء هودجيتريا وسانت جورج والثالوث المقدس وسانت نيكولاس وغيرها.
الفترة العثمانية
في عام 1651، ذكر الكاثوليكي الألباني غريغور مازريكو أن جميع الرجال في سوهاريكي (سوفا ريكا)، حيث كانت هناك 160 أسرة كاثوليكية في السابق، قد اعتنقوا الإسلام، ولكن حوالي 36 أو 37 من زوجاتهم بقوا على الكاثوليكية.

## التركيبة السكانية
وفقًا لتعداد 2011 الذي أجرته حكومة كوسوفو، فإن عدد سكان بلدية سوفا ريكا هو 59،722 نسمة، 98.9٪ منهم من الألبان.

## علاقات دولية
لدى مدينة سوفا ريكا اتفاق توأمة مع المدن التالية :
- سارنده، ألبانيا
- فلباخ، ألمانيا[2]
- ليلبورن، الولايات المتحدة[3]